# Seiji Ozawa Matsumoto Festival
Le Seiji Ozawa Matsumoto Festival (セイジ・オザワ 松本フェスティバル), anciennement Saito Kinen Festival Matsumoto (サイトウ・キネン・フェスティバル松本) est un festival de musique classique se tenant chaque année d'août à septembre  depuis 1992 à Matsumoto au Japon. 
Il tient son nom de son créateur, le chef d'orchestre Seiji Ozawa (1935-2024) et accueille en résidence l'orchestre international Saito Kinen, fondé en 1984 par le chef nippon.